# Нікос Панціаріс
Нікос Панціаріс (грец. Νίκος Παντζιαράς, нар. 7 січня 1954) — кіпрський футболіст, що грав на позиції півзахисника за клуб АПОЕЛ, а також національну збірну Кіпру.

## Клубна кар'єра
У дорослому футболі дебютував 1973 року виступами за команду АПОЕЛ, кольори якої і захищав протягом усієї своєї кар'єри гравця, що тривала п'ятнадцять років. Двічі, у 1980 і 1986 роках, допомогав команді вигравати чемпіонат Кіпру.

## Виступи за збірну
1974 року дебютував в офіційних матчах у складі національної збірної Кіпру.
Загалом протягом кар'єри у національній команді, яка тривала 14 років, провів у її формі 48 матчів, забивши 1 гол.

## Титули і досягнення
- Чемпіон Кіпру (2):

1979/80, 1985/86